# HTC Alpine
HTC Alpine（研發代號），是台灣宏達電公司所推出的智慧型手機，Himalaya升級版。2005年2月於歐洲首度發表。已知客製版本Qtek 2020i，Dopod 699，O2 Xda IIi，i-mate PDA2，Orange SPV M1500，Orange SPV M2500。

## 技術規格
- 處理器：Intel XScale PXA272 520MHz
- 作業系統：Windows Mobile 2003 Pocket PC Phone Edition
- 記憶體：ROM：128MB，RAM：128MB
- 尺寸：129.5 毫米 X 70 毫米 X 20 毫米
- 重量：190g（含電池）
- 螢幕：QVGA 解析度、3.5 吋 TFT-LCD 平面式觸控感應螢幕
- 網路：GSM/GPRS
- 藍牙：Bluetooth 1.2
- Wi-Fi：IEEE 802.11 b
- 相機：130萬畫素相機
- 電池：1300mAh充電式鋰或鋰聚合物電池

## 外部連結
- HTC（页面存档备份，存于）
- Qtek
- Dopod